# Леопард (фільм)
«Леопард» (італ. Il Gattopardo) — історична кіноепопея Лукіно Вісконті, знята у 1962 році за мотивами роману «Леопард» князя Джузеппе Томазі ді Лампедуза. Дія розгортається за часів Рісорджименто. Стрічка удостоєна «Золотої пальмової гілки» Каннського кінофестивалю 1963 р. і вважається однією з вершин світового кіномистецтва.

## Сюжет
Дія фільму розгортається на фоні падіння міста Палермо і всього королівства Обох Сицилій перед загонами гарібальдійців і подальшого становлення об'єднаної Італії. Князівське сімейство Саліна, як і інші сицилійські аристократи, повинні визначитися зі своїм ставленням до цих подій — оплакувати падіння Бурбонів або ж продовжити традицію вірної служби короні, але вже під прапорами Савойської династії.
Глава сімейства на прізвисько «Леопард»(Берт Ланкастер) залишається вірним девізу своїх предків — «щоб все залишилося як і раніше, все повинно змінитися» — і присягає на вірність савойцям. Досить скоро йому доводиться зіткнутися з наслідками свого рішення: світ аристократії, до якого він належить, невблаганно йде в історію, а на зміну леопардам приходять шакали — спритні ділки-буржуа на зразок нового мера — дона Калоджеро.
Окрім внутрішньої еволюції старіючого князя-прагматика, фільм простежує долю його молодого і енергійного племінника Танкреді (Ален Делон). Князь не сумнівається, що його чекає велике майбутнє на службі у новій державі. Проте замість закоханої в нього дочки князя молодий опортуніст сватається до прекрасної, хоча і дещо вульгарної дочки нувориша Калоджеро — Анджеліки (Клаудія Кардинале), і в цьому князь надає йому всіляку підтримку.
Усі нитки оповідання сходяться у 51-хвилинній сцені балу в одному з палаццо Палермо, яка, на думку режисера, повинна справляти на глядача враження нестерпної задухи. Князь не знаходить собі місця, упродовж усієї сцени балу він занепокоєно блукає з кімнати до кімнати, немов у пошуках спокою. На відміну від книги, у фільмі смерть князя не показана. Та все ж сцена балу, задумана як епілог оповіді, не залишає у глядача сумнівів у її близькості: з його вихованням і поняттями про честь князеві ніколи не пристосуватися до світу, яким правлять вискочки-нувориші.

## В ролях
| Актор             | Роль                              |
| ----------------- | --------------------------------- |
| Берт Ланкастер    | князь дон Фабріціо Саліна         |
| Клаудія Кардінале | Анджеліка Седара / Донна Бастіана |
| Ален Делон        | Танкреді Фальконері               |
| Паоло Стоппа      | дон Калоджеро Седара              |
| Ріна Мореллі      | княгиня Марія Стелла Саліна       |
| Ромоло Валлі      | отець Пірроне                     |
| Маріо Джіротті    | граф Кавріагі                     |
| П'єр Клементі     | Франческо Паоло                   |
| Джуліано Джемма   | Гарібальді                        |
| Іда Галлі         | Кароліна                          |
| Оттавія Пікколо   | Катерина                          |
| Іво Гаррані       | полковник Паллавічіно             |
| Серж Реджані      | дон Франческо Чіччо Тумео         |

## Робота над фільмом
Як представник одного з прадавніх родів Італії, Вісконті завжди цікавився темами занепаду і розкладання сім'ї і того світу, в якому жили його предки. Князь Саліна був для нього певною мірою alter ego. Раніше Вісконті вже звертався до періоду Рісорджименто в байопіку «Почуття» (1954). При роботі над «Леопардом» Вісконті підтвердив свою репутацію перфекціоніста, відтворюючи світ європейської аристократії, що пішов в небуття, в усіх його найдрібніших деталях. Для цього потрібно було «обжити» декілька порожніх сицилійських палаців і повернути історичний вигляд одному з кварталів Палермо.
Спочатку Вісконті планував запропонувати головну роль Лоренсу Олів'є або Миколі Черкасову. Присутність американської зірки Берта Ланкастера у головній ролі «європейського» фільму пояснюється тим, що таку масштабну постановку могла фінансувати тільки голлівудська кіностудія — в цьому випадку 20th Century Fox — яка була зацікавлена в касовому успіху в тому числі і в США, де описувана епоха мало кому відома. Ланкастер — колишній циркач із нетрів Гарлему — виступив у цьому випадку гарантом інтересу американських глядачів. Він блискуче впорався з роллю, узявши за зразок аристократичні манери самого Вісконті.

## Думки і оцінки
- «Якби „Леопард“ складався тільки з сорокап'ятихвилинної сцени балу, де по дзеркальній галереї палаццо Ганджі під музику вальсу Верді млосно крутяться, стискаючи один одного в обіймах, Делон з Кардинале, фільм все одно хотілося б дивитися без кінця. Бал подається у червоному, білому, зеленому — кольорах гарібальдійського прапора; до них домішується одвічна жовтизна випаленої сицилійської землі» (Плахов Андрій Степанович, «Коммерсантъ»)[5].
- «За часом дії, масштабності і сюжету „Леопард“ викликає в пам'яті таке ж повнокровне воскресіння світу, що обсипається, знать — „Віднесені вітром“. Проте „Леопард“ сповнений недомовленостями і споглядальності, тоді як „Віднесені вітром“ динамічні і киплять пристрастями. <.> Багато було написано з приводу не позбавленої символізму панорами запиленої і втомленої сім'ї Саліна, які після прибуття до Доннафугату всідаються у церкві і, здається, перетворюються на статуї (чи трупи), зливаючись із старовинним барочним декором» (Кевін Томас), Los Angeles Times)[6].
- «Герой Ланкастера існує в особливій площині, діє виходячи з моральних догматів, які його сучасники не в змозі ні розділити, ні осягнути. Незважаючи на фізичну бадьорість, є в ньому щось віджиле, щось поминальне. Ми бачимо його родичів такими, що безмовно сидять на лавах сімейної каплиці. Їх нерухомі тіла і особи, що завмерли, ще покриті білим дорожнім пилом — як викапані надгробні статуї, що подібні до божеств у своєму безмовному спокої, безповоротно відійшли в минуле» (Дейв Кер, The New York Times)[7].
- «Подібно до романів XIX століття (згадується „Війна і мир“), що поєднували монументальний розмах з насиченістю деталями, фільм малює великі історичні події через призму того, як вони переживаються окремими індивідами. Музика Ніно Рота — немов симфонія тих років, яку вам не довелося слухати. Якби у XIX столітті знімали кіно, то саме так воно б і виглядало» (Річард Дайєр, Британський інститут кіно)[8].